# ZX Landmark
ZX Landmark (Zhongxing Landmark) — выпускавшийся в 2005—2013 годах внедорожник китайской компании ZX Auto.
В 2007—2008 годах методом крупноузловой сборки выпускался в России на заводе «АМУР».

## История
Модель дебютировала в августе 2005 года на 4-м автосалоне в Чанчуне, в продажу на домашнем рынке Китая поступила 18 сентября 2005 года.
Помимо продаж в Китае модель также продавалась в Азии, Африке, Иране и Египте; в России в 2007—2008 годах была организована сборка.
На рынке Китая в 2006—2010 годах стабильно входила в десятку самых продаваемых машин в своём классе.
в 2009 году прошла фейслифт и до 2011 года выпускалась как ZX Landmark V5, после фейслифта 2012 года как ZX Landmark V7.
В 2013 году выпуск был прекращён, хотя в сентябре 2013 года как ZX Tiger SUV показана как SUV версия пикапа ZX Tiger.

## Галерея

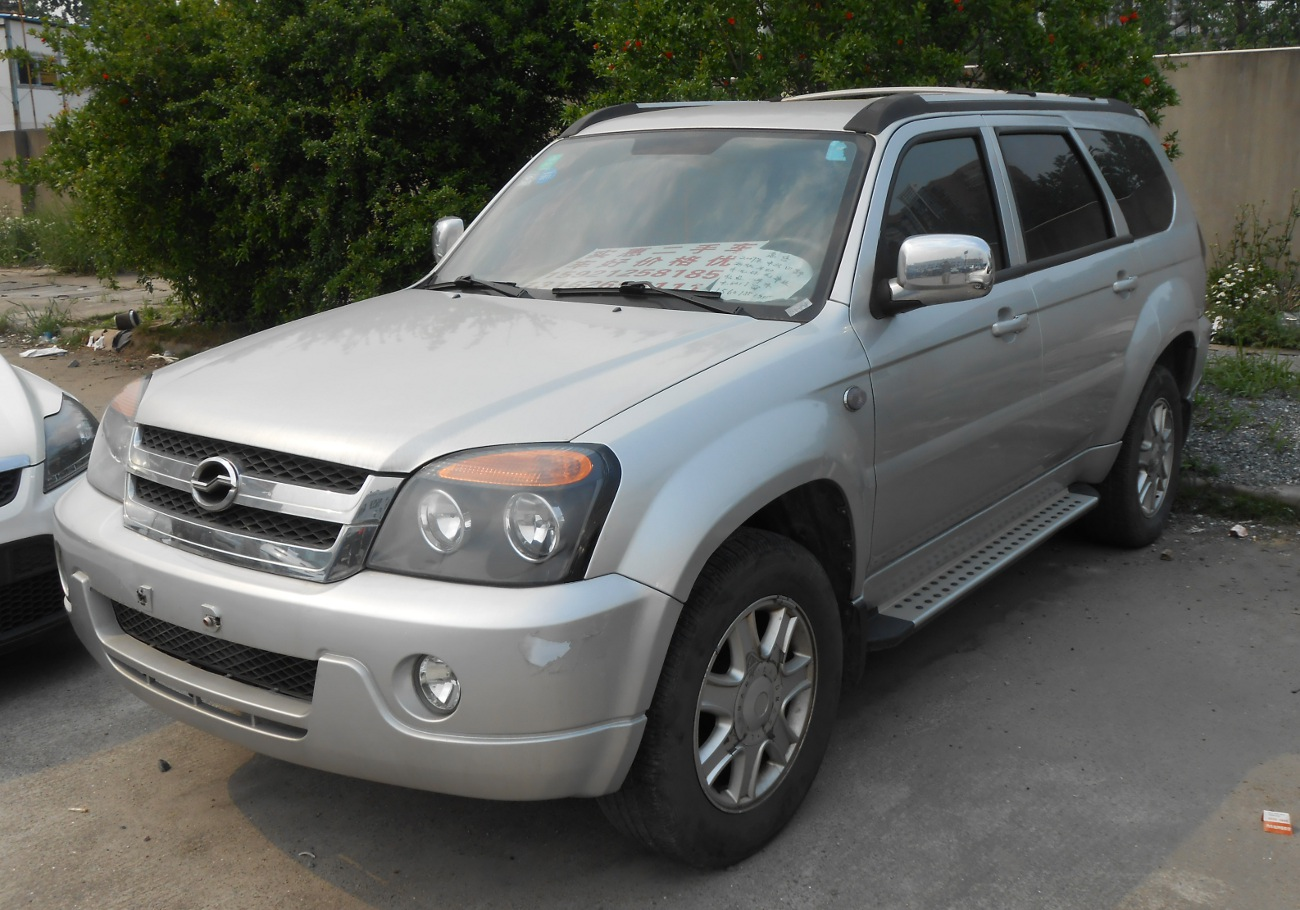
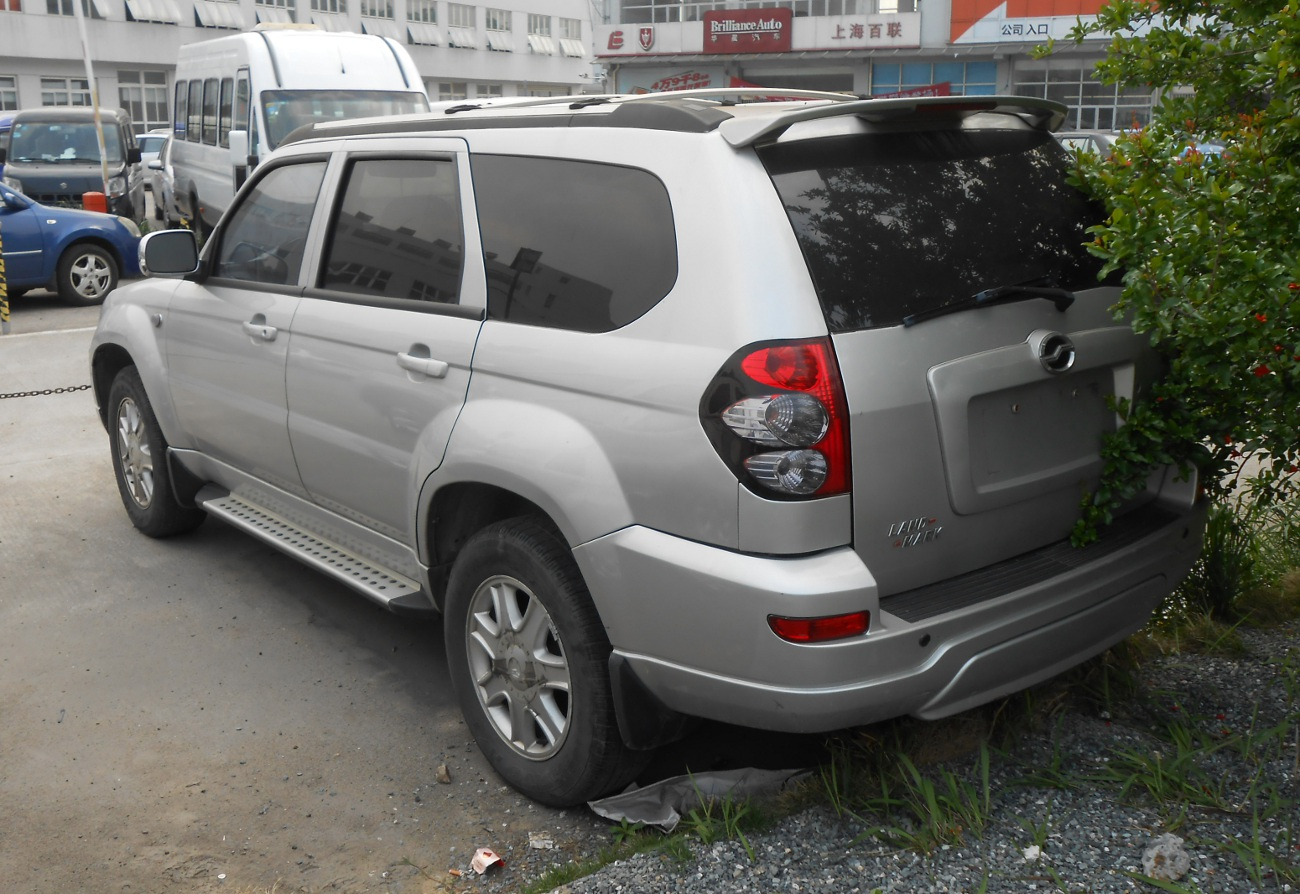

| Год  | Объём продаж |
| ---- | ------------ |
| 2006 | 3 826        |
| 2007 | 5 165        |
| 2008 | 4 574        |
| 2009 | 9 573        |
| 2010 | 16 962       |
| 2011 | 13 081       |
| 2012 | 4 660        |
| 2013 | 7 757        |

## Технические характеристики
Рамная конструкция, Подвеска спереди — независимая торсионная, сзади — неразрезной мост на рессорах.
Двигатели — лицензионные Mitsubishi серии Sirius — бензиновый 2,4-литровый мотор 4G64 мощностью 126 л. с. или турбодизельный 4G69 объёмом 2,5 литра мощностью 143 л. с.
Коробка передач: 5-ступенчатая «механика» или «автомат».
Привод — задний или полный, с жёстким подключением переднего моста, раздаточная коробка с понижающей передачей.

## В России
В мае 2007 года методом крупноузловой сборки начат выпуск в России на заводе «АМУР», заводской индекс АМУР 3135, планировалось выпускать 2500-3500 единиц в год с последующей локализацией и строительством кузовного производства, до конца 2007 года было произведено 715 единиц, затем производство было остановлено в связи с ведением в РФ с 1 января 2008 года экологического стандарта Евро-3, с начала года в России временно продавались ввозимые из Китая модели Landmark, и по итогам первого полугодия полугодия было реализовано 424 таких автомобиля, в сентябре 2008 года после получения ОТТС на соответствие стандарту Евро-3 выпуск был возобновлён, до конца года планировалось выпустить 640 машин, с введением с января 2009 года новых ставок таможенных пошлин сборка стала нерентабельной и прекращена, из-за наступления мирового кризиса 2008 года проект был окончательно свёрнут.
Российская версия была только полноприводной, с 2,4-литровым двигателем с «механикой» или «автоматом» в четырех комплектациях — MT-1, MT-2, AT-1 и AT-2, цены 563500 — 615850 рублей.
Автожурналы давали неплохие отзывы о модели, отмечалось, что дизайн, в отличие от распространённого для китайских моделей тех лет копирования, оригинален, и модель имеет свое «лицо», хотя и представляет собой собирательный образ японских внедорожников начала девяностых и имеет что-то общее с Mitsubishi Pajero Sport
Журналы «За рулём» и «Клуб 4х4» отмечали отличные внедорожные качества машины. Газета «Клаксон» писала, что «по сравнению с другими китайскими моделями здесь виден явный прогресс» и имеются перспективы доработки при локализации производства модели её «при определенных усилиях вполне можно довести под приличные стандарты».

Китайский внедорожник не вызывает вселенской грусти (если не считать запаха в салоне), неплохо управляется, динамичен, весьма удобен, хорошо оборудован и к тому же недорог. А ведь, в самом деле, попробуйте найти оснащенный электропакетом, кондиционером, двумя подушками безопасности и ABS внедорожник с полноценным пятиместным салоном, приличным багажником и за 560 000 рублей. Great Wall SUV — слабее, теснее, без подушек, Hover — дороже, UAZ Patriot — снова нет подушек, кондиционер за доплату…— журнал «Клуб 4х4», 12 декабря 2007

## Тест-драйвы
- Антон Чуйкин — Тест ZX Auto Landmark. Ориентир на полпути // За рулём, № 2, 2007
- Дмитрий Фёдоров — Тест драйв ZXAuto Grand Tiger — Незнакомые «китайцы» (Landmark, Grandtiger) // Клаксон, № 2, 2007
- Андрей Ладыгин — Некитайский китаец ZX Landmark // За рулём, № 10, 2007
- Игорь Губарь — Тест внедорожника ZX Landmark // Клуб 4х4, 12 декабря 2007
- Сергей Шевченко — ZX Landmark — нескладный снаружи и уютный внутри // Автонавигатор.ру, 11 января 2008